# Kakumei Dualism
Singles de T.M.Revolution, Nana Mizuki
Preserved Roses
(2013)
Kakumei Dualism est le 2e single split du duo Nana Mizuki & T.M.Revolution, sorti le 23 octobre 2013 sous le label King Records. Il arrive 2e à l'Oricon. Il se vend à 80 775 exemplaires la première semaine et reste classé 20 semaines pour un total de 120 489 exemplaires vendus.
Kakumei Dualism a été utilisé comme 2d thème d'ouverture de l'anime Kakumei Valvrave 2nd Season.

## Liste des titres
| 1. | Kakumei Dualism (革命デュアリズム)                          |  |
| 2. | Kakumei Dualism (version Nana Mizuki) (革命デュアリズム)    |  |
| 3. | Kakumei Dualism (version T.M.Revolution) (革命デュアリズム) |  |

| 1. | Kakumei Dualism (革命デュアリズム)                                    |  |
| 2. | Kakumei Dualism -Anime Version- (革命デュアリズム -アニメバージョン-) |  |

| 1. | Kakumei Dualism (革命デュアリズム)               |  |
| 2. | Kakumei Dualism (TV Spot) (革命デュアリズム)     |  |
| 3. | TV Anime "Kakumei Valvrave 2nd Season" (TV Spot) |  |